# Johann Gottfried Pfannenberg
Johann Gottfried Pfannenberg (* 12. März 1758 in Zerbst; † 30. April 1816 in Raguhn) war ein deutscher Theologe und pädagogischer Schriftsteller.

## Leben
Johann Gottfried Pfannenberg besuchte die reformierte Johannisschule und von 1775 bis 1777 das Gesamtgymnasium in Zerbst. Mit gründlichen Vorkenntnissen bezog er die Universität Halle und widmete sich dort dem Studium der Theologie. Dabei blieb ihm stets die früh erwachte Neigung zur Pädagogik. 1781 bestand er sein Examen vor dem reformierten Kirchendirektorium in Berlin und wurde unter die Predigtamtskandidaten aufgenommen. Er erhielt bald danach eine Lehrstelle am reformierten Waisenhaus und an der Töchterschule in Magdeburg. 1782 wurde er Inspektor am Joachimthalschen Gymnasium in Berlin und kurz darauf Collaborator der zweiten deutschen Klasse. 1795 übernahm er die Rektorstelle an der Hauptschule in Dessau; 1799 wurde er dort Prediger an der Georgenkirche und Mitglied des geistlichen Ministeriums. 1808 erhielt er eine Pfarrerstelle in Raguhn im Anhalt-Dessauischen. Er starb dort am 30. April 1816 im Alter von 58 Jahren, geschätzt als Pädagoge und auch als Schriftsteller in diesem Fach bekannt.
Pfannenberg schrieb u. a.:
- Über den Vortrag und Nutzen der philosophischen Geschichte, besonders auf Schulen, als Einleitung zu diesem Studium, Dessau 1792
- Über die rednerische Aktion, mit erläuternden Beispielen, vorzüglich für studierende Jünglinge, Leipzig 1796

Zum Gebrauch für Lehrer in den mittleren Schulklassen und zum Privatunterricht bestimmte Pfannenberg das von ihm herausgegebene Magazin von Aufgaben mit zu verarbeitendem Stoffe zu schriftlichen Aufsätzen und mit Vorbericht und Beispiel von der Art ihrer Verfertigung (Leipzig 1808; 2. Aufl. herausgegeben von Johann Christoph Friedrich Baumgarten unter dem Titel Oberlehrer an der Gewerbsschule zu Magdeburg, Leipzig 1823). Er lieferte außerdem mehrere gehaltvolle Beiträge zu Zeitschriften, so u. a.:
- Über moralische Kollisionen, in: Deutsche Monatsschrift, 1791, S. 261 ff.
- Über die Entstehung der christlichen Kirchen; mit Bemerkungen über ihre vormalige und jetzige Beschaffenheit in ästhetischer Hinsicht, in: Deutsche Monatsschrift, November 1796, S. 279 ff.
- Kurzer Entwurf der Geschichte Albrechts des Bären, Fürsten von Anhalt, in: Bernburgische wöchentliche Anzeigen, 1798, Nr. 20 und 21